# Tarachidia erastrioides
Tarachidia erastrioides là một loài bướm đêm trong họ Noctuidae.